# Messschraube

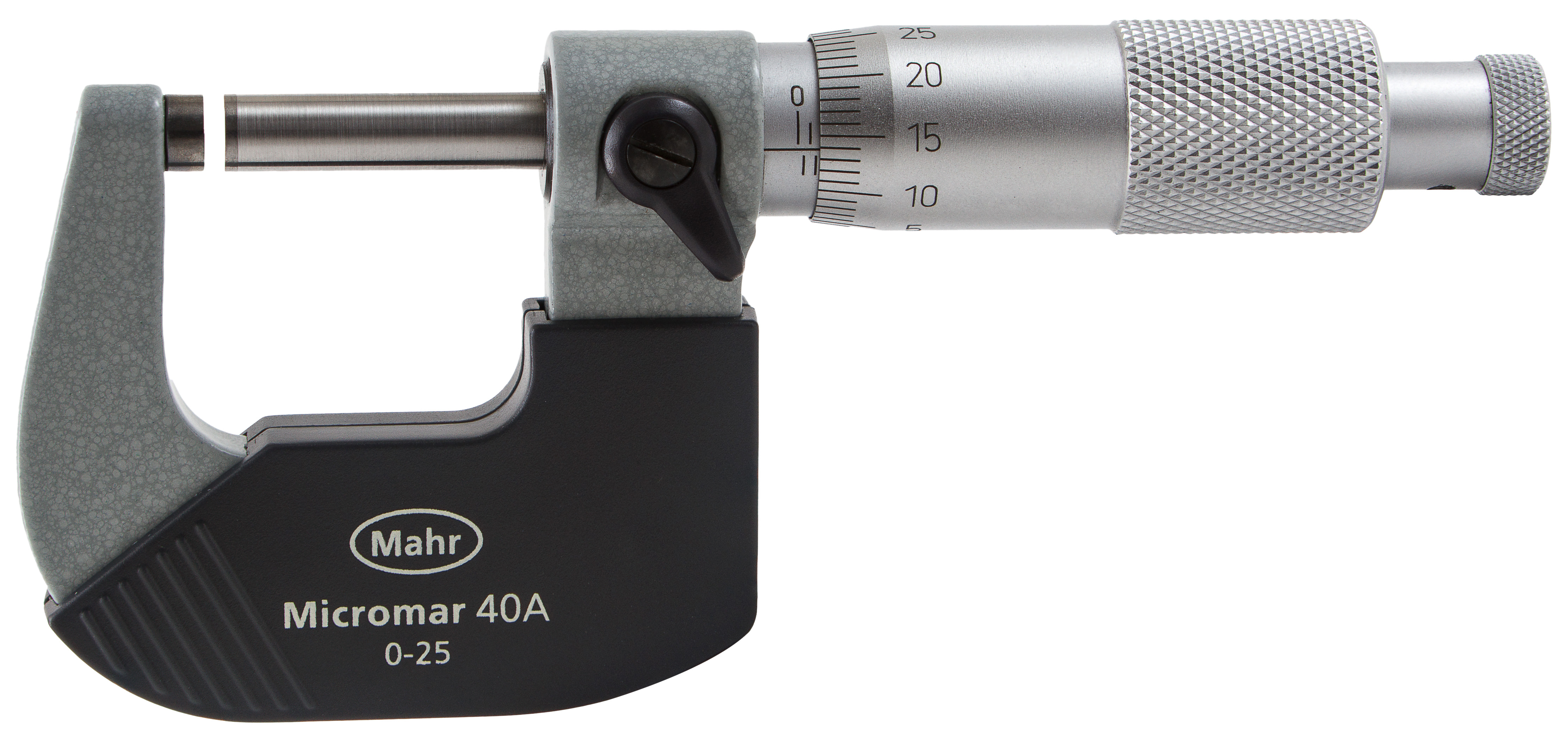
Bügelmessschraube (abgelesener Wert 1,64 mm)

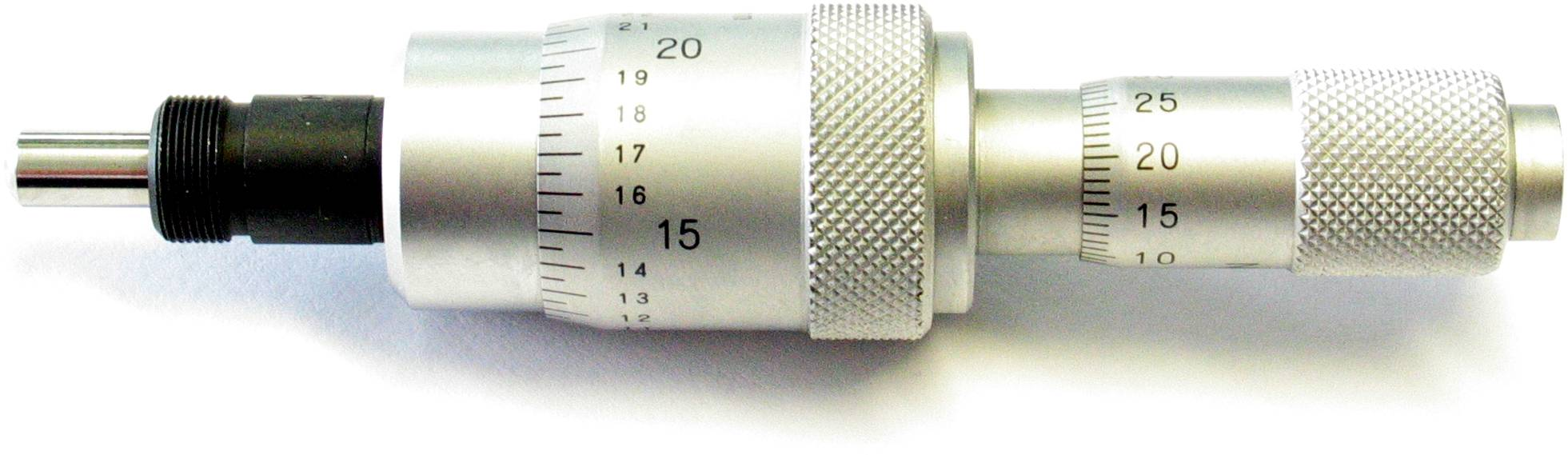
(Differential-)Mikrometerschraube

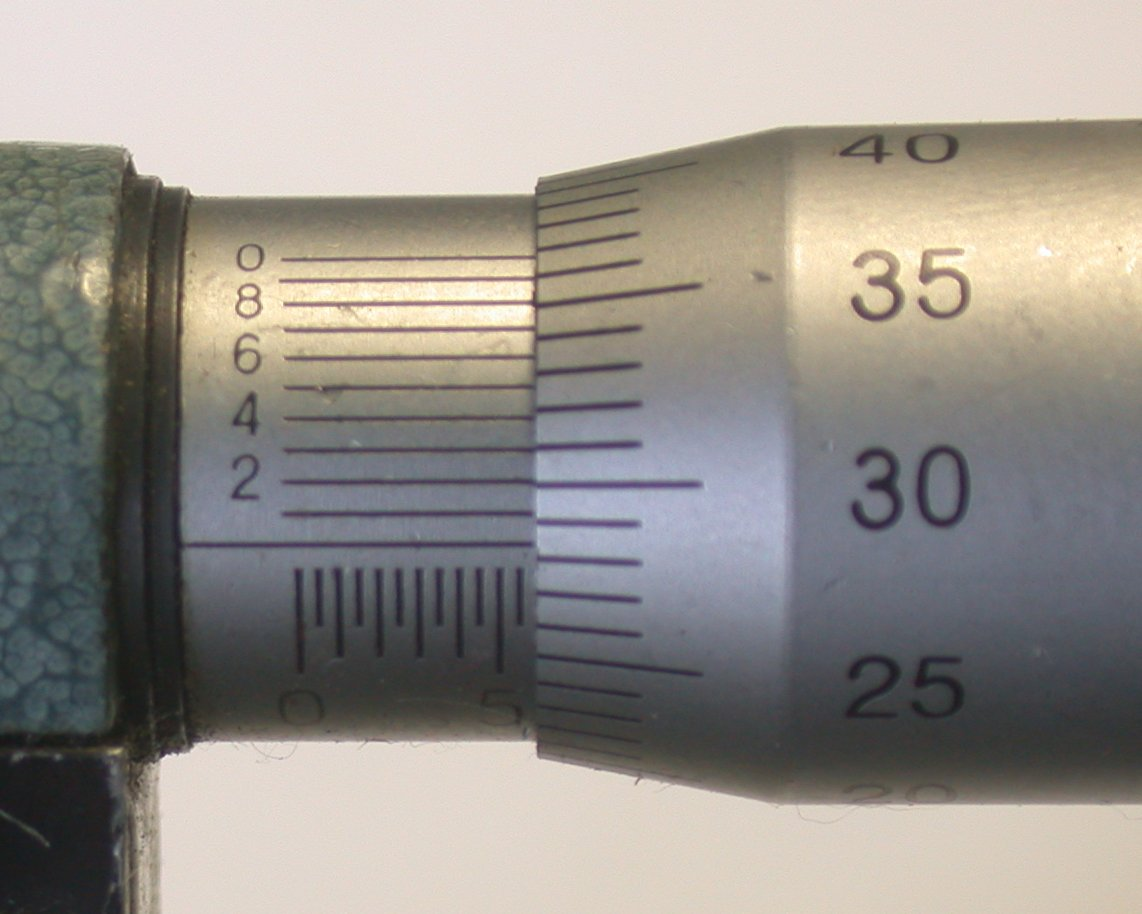
Mikrometerschraube mit Nonius (abgelesener Wert 5,783 mm)

Eine Messschraube (oft auch Mikrometerschraube oder nur Mikrometer genannt) ist ein Längenmessgerät, welches mechanisch präzise Werte (meistens auf 0,01 mm / 10 µm genau) in einem bestimmten Bereich angeben kann. Bei richtiger Anwendung sind die Werte genauer als bei einem Messschieber.

## Aufbau und Bedienung
Eine Messschraube besteht in den meisten Fällen aus einer festen und einer beweglichen,  mit einem Feingewinde verstellbaren, Messfläche, welche meist durch einen Bügel (Bügelmessschraube) miteinander verbunden sind. Der zu messende Prüfling wird zwischen diese beiden parallelen Messflächen gebracht und das Gewinde wird mittels einer Einstellschraube (meist gerändelt) so weit zugedreht, bis beide Messflächen den Prüfling berühren. Auftretende Prüfkräfte: siehe unten. Das Abbesche Komparatorprinzip wird dabei eingehalten. Die Rundheit eines Prüflings kann dagegen mit einer Bügelmessschraube nicht gemessen werden. Die ideale Messkraft beträgt zwischen 5 N und 10 N (Newton). Um bestmögliche Messergebnisse zu erhalten, sollte die Bügelmessschraube an der Isolierplatte (schwarze Ummantelung) gehalten werden. Würde man die Bügelmessschraube an den silbernen Flächen halten, würden diese sich durch die von der Hand abgegebene Wärme ausdehnen und das Messergebnis verfälschen. Die Bezugstemperatur, bei welcher die genauesten Messungen möglich sind, beträgt 20 °C.
Auf einer Skala parallel zur Verschiebungsrichtung kann die Größe des Prüflings in ganzen Ganghöhen der Schraube, meist ganze oder halbe Millimeter, abgelesen werden; eine zweite Skala entlang des Umfangs dient zur Ablesung jenes Anteils, der nur Bruchteile der Ganghöhe (Gewindesteigung) ausmacht. Meistens kann man an dieser Feinskala die 0,01 mm ablesen. Wenn ein Nonius vorhanden ist, können auch 0,001 mm abgelesen werden. Um Verfälschungen des Messwerts durch unterschiedliche Messkraft (Deformation des Prüflings und der Messschraube) zu vermeiden, wird das Gewinde über eine Rutschkupplung gedreht, umgangssprachlich auch als Ratsche oder Gefühlsschraube oder -ratsche bezeichnet. So sollen auftretende Prüfkräfte gleichbleibend und reproduzierbar gehalten werden. An eigentlich allen Messschrauben sind zur Isolierung und Verhinderung der durch die Handwärme resultierende Ausdehnung der Schraube und des Bügels Griffe oder Schalen aus Kunststoff angebracht. Es gibt hochwertige Geräte mit einer zusätzlichen digitalen Anzeige der Messwerte.
Messschrauben werden auch in anderen Instrumenten, zum Beispiel Theodoliten, Universalinstrumenten und Nivelliergeräten, integriert. Sie werden auch verwendet, um in diversen optischen Geräten Glasplatten definiert zu verkippen und so einen Parallelversatz des Strahlengangs zu erreichen.
Zur Messung von Innen-, Außen- und Tiefenmaßen sowie der Messung an Zahnradflanken werden unterschiedliche Messschrauben benötigt.

## Geschichte
Henry Maudslay entwickelte das Messgerät 1829, da die Messergebnisse der bis dahin verwendeten Geräte sehr von ihrer Handhabung abhingen. Dieses, einem heutigen Schraubstock ähnliche Gerät bestand in der Basis aus Messing und verfügte über zwei aus gehärtetem Stahl gefertigte Backen, von denen eine mittels einer feinen Schraube verschoben werden konnte. Diese Messflächen werden heute mit je einem Hartmetallplättchen verschleißfest ausgerüstet. Entlang der Führungsfläche der Backen befand sich eine in zehntel Zoll unterteilte Skala, während die Kurbel hundertstel und tausendstel Millimeter oder Zoll anzeigt.

## Typen und Verwendung von Messschrauben

### Bügelmessschrauben zur Außenmessung
Bügelmessschrauben werden in den meisten Fällen zur Messung von runden Außendurchmessern an Wellen, Bolzen, Rohren verwendet. Dabei bilden die Messschraube und der Bügel eine feste Einheit. Gebräuchliche Größen in Handwerk und Industrie liegen zwischen 0 und 500 mm; es gibt jedoch – je nach Bedarf – größere Messbereiche, die abgedeckt werden müssen. Dabei werden auch Bügelmessschrauben verwendet, die auswechselbare Messschrauben unterschiedlicher Größe (Messbereich) besitzen.
Zur Messung von Zahnradverzahnungen verwendet man Bügelmessschrauben, die an Stelle der einfachen Messflächen Teller mit einem vergrößerten Durchmesser als dem Schraubenschaft besitzen. Im betrieblichen Alltagsgebrauch werden diese „Teller-“ oder „Flankenmikrometer“ genannt.
Zur Messung von Radialnuten verwendet man Bügelmessschrauben mit flachen, ebenen Messflächen. Des Weiteren gibt es Einsätze mit verjüngten Spitzen.
Außengewinde an Schrauben, Gewindebolzen u. Ä. werden mit Bügelmessschrauben gemessen, die Einsätze verwenden, die der Steigung und dem Typ des zu messenden Gewindes entsprechen.

### Innenmessschrauben zur Innenmessung

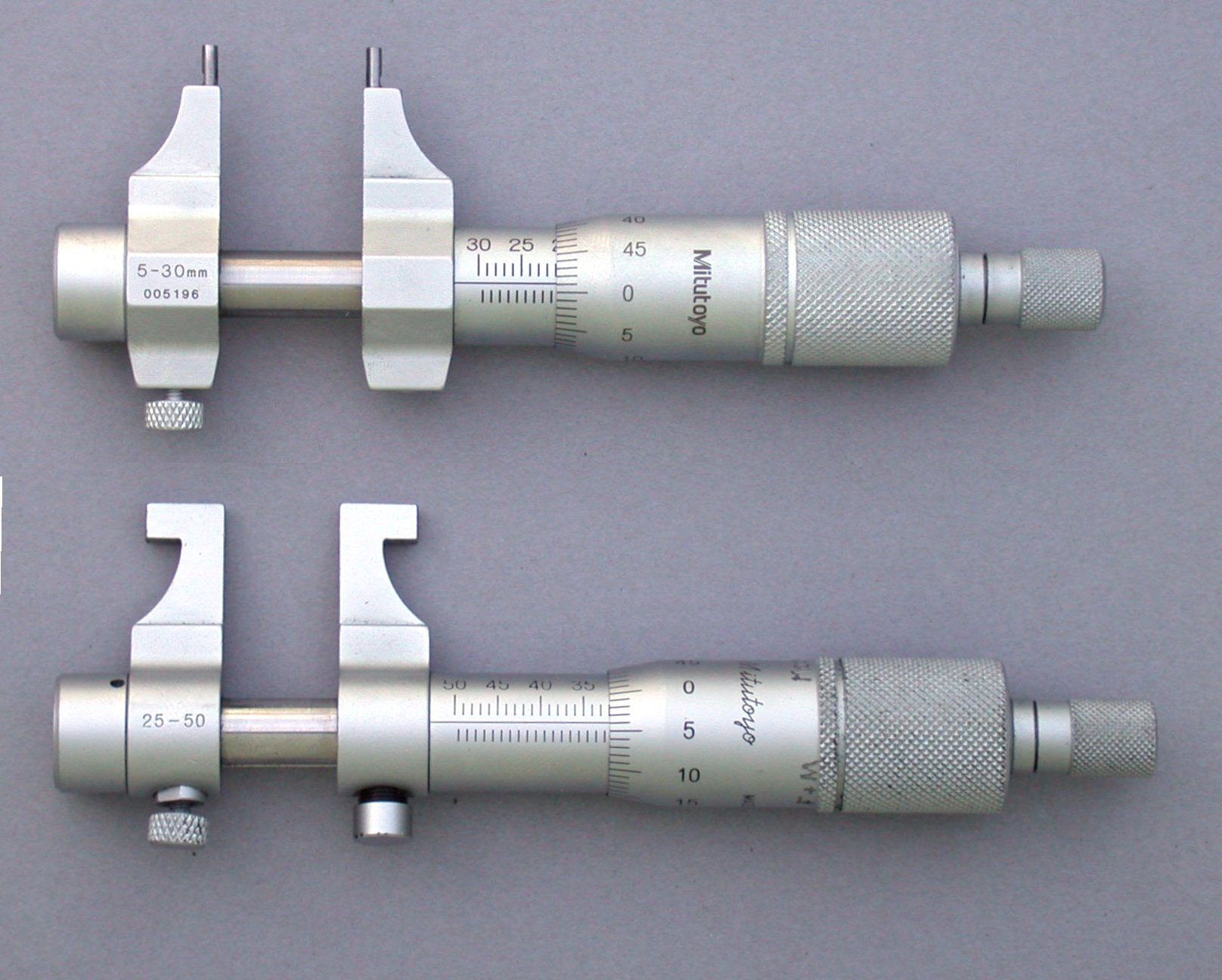
2-Punkt Messschrauben für Innenmaße

Innenmessschrauben kommen als Zwei- bzw. Dreipunkt-Innenmessschrauben vor. Mit ihnen werden Bohrungsdurchmesser gemessen. Auch mit Innenmessschrauben kann keine Rundheit gemessen werden. Die Messflächen sind als Punkt-, Linien- oder der Sonderform Schnabel-Messflächen erhältlich.

### Sonderformen
Zur Messung von Drei- bzw. Fünf- oder Mehrkanten werden Bügelmessschrauben mit Messamboss verwendet. Besondere Formen werden auf Kundenwunsch von Herstellern angefertigt.

### Prüfung von Messschrauben
Die Selbstprüfung vor Ort erfolgt durch Einstellnormale oder Endmaße bzw. Messringe. Je nach Organisation und Anforderung können Messschrauben intern durch Qualitätssicherung oder extern beim Hersteller oder zertifizierten Kalibrierstellen geprüft werden.

### Zubehör
Zum Zubehör von Messschrauben gehören neben Reinigungsprodukten je nach Bedarf Einstellnormale, Messringe, Plangläser, Endmaße, Messdose (zur Prüfung der Messkraft), Schrauben, Schlüssel, Hebel, Muster-, Vergleichs- oder Normteile, Ständer, Halter, Verlängerungen, digitale Geräte mit Schnittstelle zur Auswertung oder Protokollierung von Messergebnissen.